# The Concrete Confessional
The Concrete Confessional è il settimo album in studio del gruppo metalcore statunitense Hatebreed, pubblicato il 13 maggio 2016 dalla Nuclear Blast e prodotto da Chris "Zeuss" Harris.

## Tracce
Testi di Jamey Jasta, musiche di Hatebreed.
1. A.D. – 2:50
2. Looking Down the Barrel of Today – 2:41
3. Seven Enemies – 2:05
4. In the Walls – 2:10
5. From Grace We've Fallen – 2:41
6. Us Against Us – 2:04
7. Something's Off – 3:49
8. Remember When – 2:40
9. Slaughtered in Their Dreams – 2:16
10. The Apex Within – 2:29
11. Walking the Knife – 2:36
12. Dissonance – 2:12
13. Serve Your Masters – 2:55